# Bázakerettye
Bázakerettye község Zala vármegyében, a Letenyei járásban.

## Fekvése
A Zalai-dombság délnyugati részén fekszik; kelet-nyugati irányban a Borsfa-Lenti közti 7537-es út halad végig rajta, Letenye felől pedig a 7540-es út vezet a községbe. Innen indul még ki a 7537-es útból kiágazva északra, Lasztonya felé a 75 157-es út is.
Több autóbuszjárat köti össze Lentivel és Letenyével, s minthogy érinti a Csömödéri Állami Erdei Vasút vonalhálózata, a turistaszezonban két vonat Lentivel, további kettő pedig Csömödérrel is összeköti.

## Története
Az egységes Bázakerettye község csak 1937 óta létezik; előtte két önálló faluból, Bázából és Kerettyéből állt. Báza – jelentése bodza (szláv) – első fennmaradt említése 1352-ből való, Kerettye – jelentése vakond (szintén szláv) – pedig 1353 óta szerepel fennmaradt iratokban.
A 16. században a térség a Kerecseny család birtokához tartozott. A török időkben valószínűleg gyéren lakottá vált a település, és csak a 18. század elején vált ismét lakottá. A különböző adókedvezmények által idecsalogatott jobbágyok száma 1778-ra 60, illetve 91 fő volt. A térség központja ekkor Bánokszentgyörgy volt. A 19. század eseménymentesen telt el, s a terület rendkívül visszamaradott körzetté vált.
1937-ben azonban szerencse köszöntött a két falura. Az Angol–Perzsa Olajtársaság Kerettye határában, Budafapusztánál már 1923-ban kőolajat keresett a földben, de akkor még nem talált. Az Eurogasco cég a Budafa–2-es kút fúrásakor 1937. február 9-én azonban sikerrel járt: megtalálta Magyarország első kőolajmezejét, amely egyben metángáz forrásként is szolgált. 1938-ig összesen 3 kutat fúrtak az egyesített településen, Báza és Kerettye között.
A második világháború alatt a kutakat hadiüzemnek nyilvánították, az ott dolgozókat nem vitték el a frontra, így Bázakerettye lakossága nem szenvedett nagy kárt a háború során eltekintve pár légicsapástól és a német lakosokat sújtó kitelepítéstől.
Az olajmező azonban természetes kimerülése folytán hamar vesztett korai nagy teljesítményéből, ezért államosították, vezetőit pedig perbe fogták. Később mélyebb rétegekben újabb kőolajat találtak, s ez az 1960–70-es években a térség vezető településévé tette a községet, ahol esetenként  1700-an is dolgoztak. Mára az olajmezők nagyrészt kimerültek, s mindössze 100 ember dolgozik a hozzájuk kapcsolódó létesítményekben. 
Az 1990-es években a községben felfedezett termálvíz adott újabb lendületet Bázakerettye fejlődésének.

## Közélete

### Polgármesterei
- 1990–1994: Szép Ferenc (független)[3]
- 1994–1998: Szép Ferenc (független)[4]
- 1998–2002: Szép Ferenc (független)[5]
- 2002–2006: Szép Ferenc (MSZP)[6]
- 2006–2010: Iványi László Ottó (független)[7]
- 2010–2014: Iványi László Ottó (független)[8]
- 2014–2019: Iványi László Ottó (független)[9]
- 2019–2024: Csatlós Csilla (független)[10]
- 2024– : Iványi László Ottó (független)[1]

## Népesség
A település népességének változása:
| Lakosok száma | 861  | 829  | 809  | 757  | 701  | 710  | 715  |
|               | 2013 | 2014 | 2015 | 2021 | 2022 | 2023 | 2024 |

A 2011-es népszámlálás idején a nemzetiségi megoszlás a következő volt: magyar 98,3%, cigány 0,46%, német 0,61%. A lakosok 52,6-a% római katolikusnak, 0,7% evangélikusnak, 0,6% reformátusnak, 7,83% felekezeten kívülinek vallotta magát (38,2% nem nyilatkozott).
2022-ben a lakosság 85,6%-a vallotta magát magyarnak, 1,1% horvátnak, 0,9% németnek, 0,3% cigánynak, 0,1% bolgárnak, 1% egyéb, nem hazai nemzetiségűnek (14,1% nem nyilatkozott; a kettős identitások miatt a végösszeg nagyobb lehet 100%-nál). Vallásuk szerint 46,5% volt római katolikus, 2,9% református, 1% evangélikus, 0,3% egyéb keresztény, 0,6% egyéb katolikus, 7,7% felekezeten kívüli (41,1% nem válaszolt).

## Turizmus
- Szűz Mária neve római katolikus templom
- Magyar Olaj- és Gázipari Múzeum kiállítóhelye
- Bázakerettyei termálfürdő

## A település az irodalomban
- Érintőlegesen szerepel a település Bödőcs Tibor humorista első regényében, a zalai vidéki helyszínek sokaságát felvillantó Meg se kínáltak című kötet 33. fejezetében.

## Képgaléria

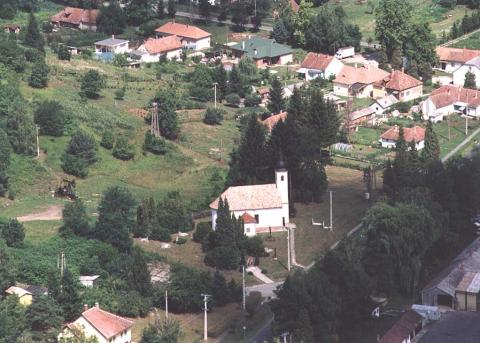
Szűz Mária neve római katolikus templom
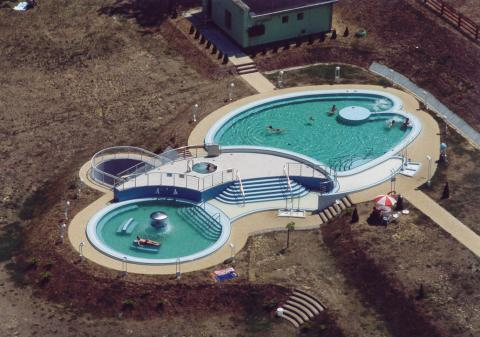
Termálfürdő
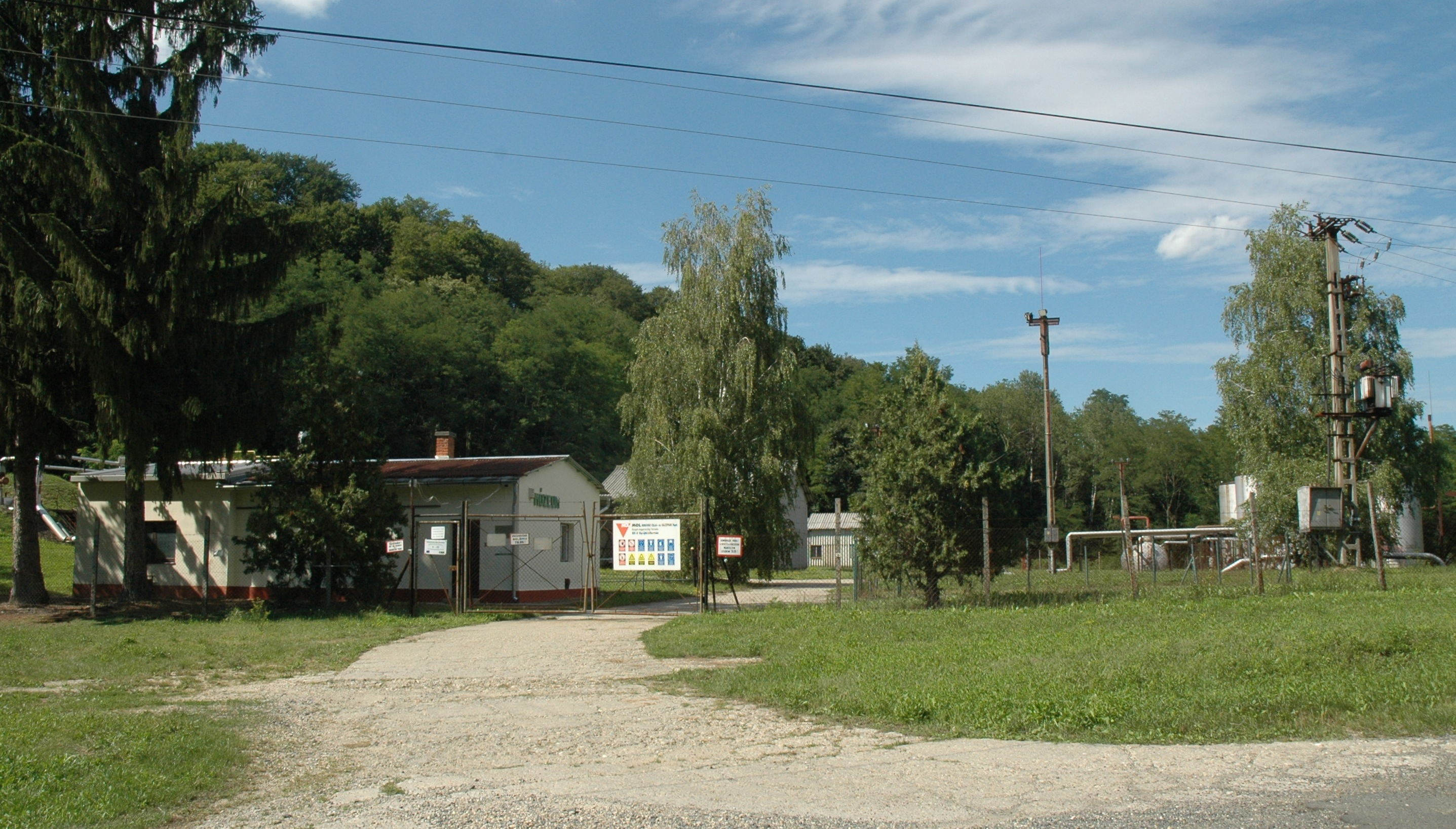
A Magyar Olaj- és Gázipari Múzeum bázakerettyei kiállítóhelye